# Tomatito
Tomatito is de artiestennaam van José Fernández Torres (Almería, 20 augustus 1958), een Spaanse flamencogitarist. Hij werd ontdekt door de beroemde gitarist Paco de Lucía en werkte samen met de legendarische flamencozanger Camarón de la Isla.

## Biografie
Tomatito groeide op te midden van grote flamencogitaristen waaronder zijn vader én grootvader, beiden Tomate genoemd, en zijn oom Niño Miguel. Al op jonge leeftijd was Tomatito (letterlijk: tomaatje, naar zijn vader en grootvader) een sensatie. Zijn eerste publieke optreden onder de naam Pepín Fernández was op tienjarige leeftijd in de peña van Almería, waar hij optrad als begeleider. Sindsdien was hij daar met grote regelmaat te bewonderen.
Na de verhuizing van zijn familie naar Málaga (1970), wist vader El Tomate een vaste plaats voor hem te krijgen in het cuadro flamenco van de Taberna Gitana in Marbella. Naast het begeleiden van de zangers en dansers speelde hij er solostukken van Paco de Lucía. In deze periode begeleidde hij vele grote namen, waaronder Pansequito en Lebrijano en Paco de Lucía zelf.
De legendarische cantaor (zanger) Camarón de la Isla bezocht deze taverna veel. Tijdens een festival in Málaga (1973) vroeg Camarón hem te begeleiden. Hier begon een 18-jarige samenwerking tussen de twee kunstenaars, die tot de dood van Camarón in 1992 duurde. Met Camarón had hij in 1979 een hit met de titel La leyenda del tiempo. In deze tijd speelde Tomatito op een Esteso Conde Hermanos gitaar.
De symbiotische samenwerking met Camarón de la Isla maakte dat veel cantaores na de dood van Camarón erg afhoudend waren met hem op te treden, bang als zij waren dat het publiek de andere format van stem en gitaar zouden verwerpen. Onder degenen die het wel aandurfden waren Chano Lobato, Carmen Linares en Enrique Morente. Later trad hij op met onder meer Duquende en Potito, alsook met veel lokale talenten.
Tomatito is een graag geziene gast op diverse (internationale) festivals: Montreux, New York en Basilea, het Internationale Muziek Festival van Istanboel (Turkije), het Internationale Gitaarfestival van Lyon (Frankrijk), El Julián Arcas de Almería (Spanje), etc. Ook maakte hij verschillende tournees in onder andere Japan, Zwitserland, Frankrijk en Duitsland.
In zijn al lange loopbaan trad hij op met heel wat grootheden zoals: Frank Sinatra, Elton John, Neneh Cherry, John McLaughlin, Irakere, Chick Corea. Zijn samenwerking met pianist Michel Camilo leverde de CD's Spain (2000) en Spain Again (2006) op. Ook nam hij albums op met de gitaristen Elliot Fisk, Joan Babiloni en Larry Coryell. Verder werkte hij samen met de mensen van Mecano en Carlos Cano.

## Stijl
De muziek van Tomatito is een bijzondere versmelting van traditionele flamenco en jazz in de beste traditie van de Flamenco Nuevo. Ook experimenteerde hij, bijvoorbeeld op het album Barrio Negro, met Afro-Cubaanse en Braziliaanse muzieksoorten.

## Invloeden
"Flamencos" die Tomatito zeer bewonderen zijn onder anderen Enrique Morente, José Mercé, Potito, El Cigala, Duquende, Carmen Linares, Remedios Amaya.
Internationale muzikanten die hem op hun beurt beïnvloed hebben zijn onder meer: Wes Montgomery, Pat Metheny, George Benson, Miles Davis, Charlie Parker en Charles Mingus, maar ook de blues en rock latino Santana, Pablo en Luis Salinas, B.B. King, Chuck Berry en Eric Clapton.

## Discografie (selectie)
Tomatito solo
- 1987: Paris 1987
- 1987: Rosas del Amor
- 1991: Barrio Negro
- 1997: Guitarra Gitana
- 2000: Spain (met Michel Camilo)
- 2001: Paseo de los Castaños
- 2002: Nuevos Medios Colección
- 2004: Aguadulce
- 2006: Spain Again (met Michel Camilo)
- 2008: Antologia 1998 - 2008
- 2013: Soy Flamenco

met Camarón en Paco de Lucía
- 1981: Como el Agua
- 1983: Calle Real
- 1984: Vivire
- 1989: Soy Gitano
- 1992: Potro de Rabia y Miel

met Camarón en anderen
- 1979: La Leyenda del Tiempo
- 1999: Paris 1987

met anderen
- 2012: La Diabla / Mi Santa (met Romeo Santos)

Tomatito won in 2005 de 'Latin Grammy for Best Flamenco Record' voor zijn album Aguadulce.

## Films
- 1995 Flamenco als acteur/muzikant
- 1997 Bin ich schön? als componist
- 2000 Vengo als acteur/muzikant
- 2002 Salomé als componist

### Tomatito op YouTube
- por bulerías[dode link]
- Met Camerón en Raimundo (Amador): por bulerías[dode link]

- Biblioteca Nacional de España: XX892393
- Bibliothèque nationale de France: cb14028087z (data)
- Gemeinsame Normdatei: 134834208
- International Standard Name Identifier: 0000 0001 0779 1552
- Library of Congress Control Number: no97032233
- MusicBrainz: 9b7e97d3-8653-4d28-8d67-cdfcfac372e4
- Nationale Bibliotheek van Israël: 987007416879405171
- LIBRIS: 329786
- Système universitaire de documentation: 130297968
- Virtual International Authority File: 29731883
- WorldCat: E39PBJrwVBj3pTVhxC3FfPtFrq